# NGC 3842
NGC 3842 é uma galáxia elíptica (E) localizada na direcção da constelação de Leo. Possui uma declinação de +19° 57' 00" e uma ascensão recta de 11 horas, 44 minutos e 02,0 segundos.
A galáxia NGC 3842 foi descoberta em 26 de Abril de 1785 por William Herschel.
Descobertas recentes indicam que possui um dos maiores buracos negros, até hoje conhecido, com uma massa equivalente a 9,7 bilhões de massas solares, esse buraco negro teria um horizonte de eventos, cerca de sete vezes maior do que todo o sistema solar.